# (5836) 1993 MF
1993 أم أف (ويعرف أيضًا باسم (5836) 1993 أم أف وفق تسمية الكوكب الصغير) (بالإنجليزية: 1993 MF)‏ هو كويكب ضمن حزام الكويكبات؛ وترتيبه 5836 من حيث الاكتشاف.
اكتُشف هذا الجُرم الفلكي بواسطة اليانور إف. هيلين في 22 يونيو 1993.

## وصلات خارجية
- (5836) 1993 MF في قاعدة بيانات مختبر الدفع النفاث لأجرام النظام الشمسي الصغيرة

- الاكتشاف · مخطط المدار ·  العناصر المدارية · المعلمات المادية

- (5836) 1993 MF على موقع ويكي سكاي: DSS2, SDSS, GALEX, IRAS, Hydrogen α, X-Ray, Astrophoto, Sky Map, Articles and images